# Sefrou (provincie)
Sefrou is een provincie, sinds 2015 in de Marokkaanse regio Fès-Meknès, daarvoor in de regio Fès-Boulemane.
Sefrou telt 259.577 inwoners.

## Grootste plaatsen
| Plaats                 | Inwoners (1994) | Inwoners (2004) |
| ---------------------- | --------------- | --------------- |
| Sefrou                 | 54.142          | 64.006          |
| Aït Sebaâ Lajrouf      | 15.882          | 17.400          |
| Aghbalou Aqorar        | 15.146          | 15.835          |
| Ighzrane               | 12.657          | 11.050          |
| Aïn Cheggag            | 12.602          | 15.475          |
| Imouzzer Kandar        | 11.530          | 13.745          |
| El Menzel              | 10.785          | 11.484          |
| Bhalil                 | 10.677          | 11.638          |
| Bir Tam-Tam            | 10.180          | 9.714           |
| Sidi Youssef Ben Ahmed | 9.030           | 11.292          |

Ben Slimane · Khouribga · Settat · El Jadida · Safi · Boulmane · Fez · Moulay Yacoub · Sefrou · Kénitra · Sidi Kacem · Casablanca · Médiouna · Mohammedia · Nouaceur · Assa-Zag · Guelmim · Tan-Tan · Tata · Boujdour · Es-Semara · Lâayoune · Al Haouz · Chichaoua · Essaouira · Kelâat Es-Sraghna · Marrakech · Al Ismaïlia · El Hajeb · Errachidia · Ifrane · Khénifra · Meknès · Berkane · Figuig · Jerada · Driouch · Nador · Oujda-Angad · Taourirt · Aousserd · Oued ed Dahab · Khémisset · Rabat · Salé · Skhirat-Témara · Agadir-Ida-Ou-Tanane · Inezgane-Aït Melloul · Chtouka-Aït Baha · Ouarzazate · Taroudant · Tiznit · Zagora · Azilal · Béni-Mellal · Chefchaouen · Fahs-Bni Mkada · Larache · Tanger-Asilah · Tétouan · Al Hoceima · Taounate · Taza